# Музыка для детей и инвалидов
Музыка для детей и инвалидов — первый (из распространявшихся) студийный альбом свердловской рок-группы Апрельский марш, выпущенный в 1987 как магнитоальбом (в 1995 переиздан лейблом Moroz Records на магнитофонной компакт-кассете; номер по каталогу MR 95074 MC).  Об альбоме есть глава в монографии Александра Кушнира «100 магнитоальбомов советского рока».

## История
После провала на I рок-клубовском фестивале и записи дебютного магнитоальбома «АМ-I», не получившего распространения, состав группы в очередной раз изменился — её покинули второй клавишник Сергей Усминский и гитарист Игорь Майборода. Их сменили вторая вокалистка Наталья Романова, ранее выступавшая в составе девичьего ВИА «Нежность» под управлением Валерия Положенцева, и бывший гитарист «Урфина Джюса» Юрий Богатиков.
Работа получила много отзывов в самиздатовской рок-прессе. Особую известность получила песня «Котлован». Тем не менее, после выхода альбома текстовик группы Евгений Кормильцев запротестовал и запретил исполнять оную на концертах. В результате этого запрета Наталья Романова покинула коллектив.

## Список композиций
| №   | Название                        | Текст песни                       | Музыка                                                                                                  | Длительность |
| --- | ------------------------------- | --------------------------------- | --- | ------------ |
| 1.  | «В ожидании Годо»               | Е. Кормильцев                     | И.Гришенков, Е.Кормильцев                                                                               | 3:53         |
| 2.  | «Слоновая кость»                | Е. Кормильцев                     | И.Гришенков                                                                                             | 4:44         |
| 3.  | «Соответствие»                  | Е. Кормильцев                     | И.Гришенков, Е.Кормильцев                                                                               | 3:11         |
| 4.  | «Когда его никто не видит — II» | Е. Кормильцев                     | И.Гришенков, Е.Кормильцев                                                                               | 3:59         |
| 5.  | «Котлован»                      | Е. Кормильцев                     | И.Гришенков                                                                                             | 5:54         |
| 6.  | «У этой реки»                   | Брайан Ино (пер. — Е. Кормильцев) | кавер-версия композиции Брайана Ино «By This River»                                                     | 3:15         |
| 7.  | «Агропром»                      | Е. Кормильцев                     | И.Гришенков                                                                                             | 5:08         |
| 8.  | «Дантист»                       | Е. Кормильцев                     | И.Гришенков                                                                                             | 3:52         |
| 9.  | «Милиция»                       | Е. Кормильцев                     | Абрэр Абду (из репертуара эфиопского Ансамбля Национальной Музыки Патриотического Театра г. Аддис-Абебы | 4:39         |
| 10. | «Нежность — это я»              | Е. Кормильцев                     | Е.Кормильцев (с использованием фрагмента музыки «В пещере горного короля» Эдварда Грига                 | 3:37         |
| 11. | «Анимация — II»                 | инструментал                      | И.Гришенков, Е.Кормильцев                                                                               | 2:27         |

## Участники записи
- Игорь Гришенков — клавишные, вокал
- Михаил Симаков — вокал, флейта, бонги
- Наталья Романова — вокал, свисток
- Сергей Елисеев — бас-гитара
- Игорь Злобин — ударные (1-10)
- Игорь Акаев — ударные (9, 11)
- Юрий «Ринк» Богатиков — гитара

Технический персонал
- Звукорежиссёр: Валерий Бабойлов
- Управление делами: Виктор Холян
- Рисунок: Игорь Гришенков (1995)
- Дизайн: Сергей Дербышев (1987), CHANNEL Z (1995)
- Компьютер: С. Якушенко

Записано в ноябре 1987 в тон-ателье Свердловской телестудии.